# Qalqilya
Qalqilya (arabiska: قلقيلية Qalqīlyaḧ; hebreiska קַלְקִילִיָה) är en stad på Västbanken. Staden är administrativt centrum för det palestinska distriktet. Qalgilya är den enda palestinska stad som är helt omgiven av Israels barriär på Västbanken.

## Invånare
Staden har omkring 38 000 invånare. Majoriteten arbetar i jordbrukssektorn. Före uppförandet av muren hade invånarna nära kontakter med israeliska bönder vilket gjort att många av stadens invånare är tvåspråkiga.

## Geografi
Staden ligger vid den gröna linjen (1967 års gräns) och vid Israels barriär. Avståndet till Medelhavet är bara 12 kilometer.

## Historia

### Äldre historia
Området har varit bebott sedan förhistorisk tid. Under romartiden fanns här en vägstation kallad Cala-c'Aliya. Krigshärar passerade ofta genom Qalqilya. Den gamla judiska staden Kaballah anses motsvara den närbelägna byn Habla. Sedan 600-talet har området tillhört den arabiska muslimska kultursfären.

### Nutidshistoria
Under första världskriget bosatte sig några judiska familjer i staden efter att ha utvisats från Tel Aviv av den osmanska administrationen.
I anslutning till 1948 års arab-israeliska krig kom många palestinska flyktingar till Qalqilya.
De fick hjälp av UNRWA, men några flyktingläger upprättades inte formellt eftersom lokala politiker efter förhandling med FN lovade att integrera flyktingarna. Vid stilleståndsuppförelsen efter kriget mellan Israel och Jordanien kom staden liksom resten av Västbanken att tillhöra Jordanien.
Efter Sexdagarskriget 1967 drev den israeliska krigsmakten ut invånarna och började systematiskt riva husen. Aktionen upphörde när ordern återkallades och invånarna fick återvända. Återuppbyggnad av förstörda hus finansierades av de militära myndigheterna.
Efter Osloavtalet kom staden administrativt under den palestinska myndigheten.
Sedan 2003 har Israels barriär på Västbanken vid Qalqilya byggts i form av en hög mur som helt omsluter staden. Ingången kontrolleras av Israel och stadens lantbrukare har stora svårigheter att komma ut och sköta sina jordbruk.